# At Your Favorite Place
《At Your Favorite Place》는 대한민국의 음악 그룹인 에피톤 프로젝트의 미니 음반이다.

## 수록곡
1. 잡음
2. 데이트 (Epitone)
3. 간격은 허물어졌다
4. 3215 (Jey)
5. 봄날, 벚꽃 그리고 너 (이하나의 페퍼민트 `하나의 다이어리` 코너 BGM)
6. 꿈에 네가 보인다
7. 오늘 (Black Sky)
8. Binoche